# Церква Покрови Пресвятої Богородиці (Згарок)
Церква Покрови Пресвятої Богородиці в Згарку — парафія і храм греко-католицької громади Хмельницького деканату Кам'янець-Подільської єпархії Української греко-католицької церкви в селі Згарок Хмельницької области.

## Історія церкви
Парафія, заснована 29 серпня 2007 року, спочатку проводила богослужіння у тимчасовій каплиці, облаштованій у старому магазині. За порадою старожилів та з благословення владики Василія Семенюка було обрано місце для будівництва нового храму — на місці старої спаленої дерев'яної церкви.
Будівництво розпочалося в березні 2008 року, коли Анатолій Кляшторний, його зять та о. Анатолій Венгер за один день вручну викопали траншеї під фундамент. Бригада будівельників з Бучача на чолі з Іваном Вацлавим збудувала церкву всього за два тижні.
Покриттям займалися майстри з Деражні, а за місяць та ж будівельна бригада поштукатурила стіни. Семінаристи Тернопільської вищої духовної семінарії пошпаклювали стіни та стелю.
28 липня 2008 року владика Василій Семенюк освятив храм. В освяченні також брали участь о. Дмитро Квич, о. Іван Данкевич та інші священники.
При парафії діють спільнота «Матері в молитві» та недільна катехитична школа.

## Парохи
- о. Анатолій Венгер (з 2007).